# Strobilanthes boerlagei
Strobilanthes boerlagei är en akantusväxtart som beskrevs av Cornelis Eliza Bertus Bremekamp. Strobilanthes boerlagei ingår i släktet Strobilanthes och familjen akantusväxter. Inga underarter finns listade i Catalogue of Life.